# 十二本ヤス

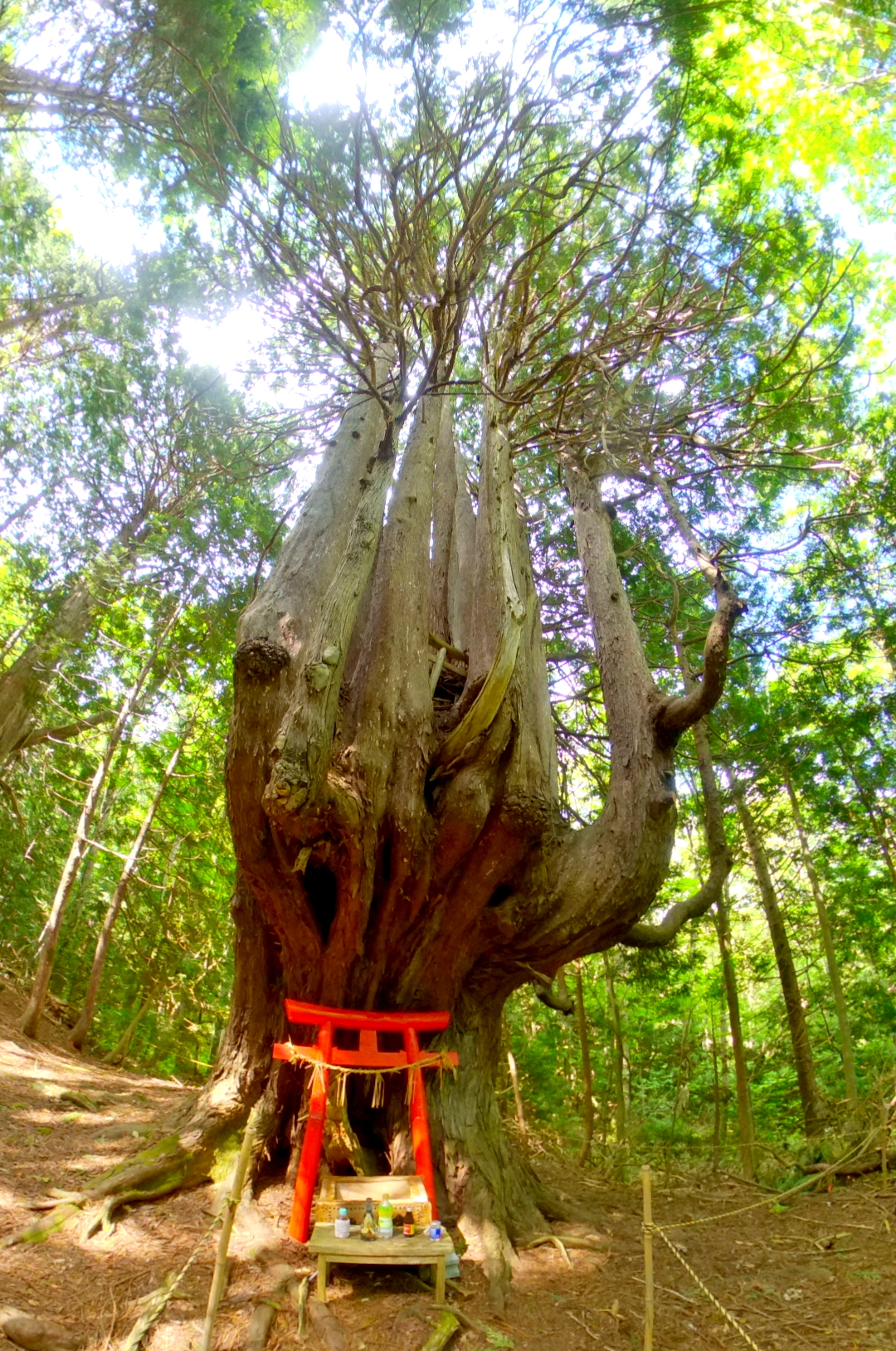
十二本ヤス（2020年6月）表

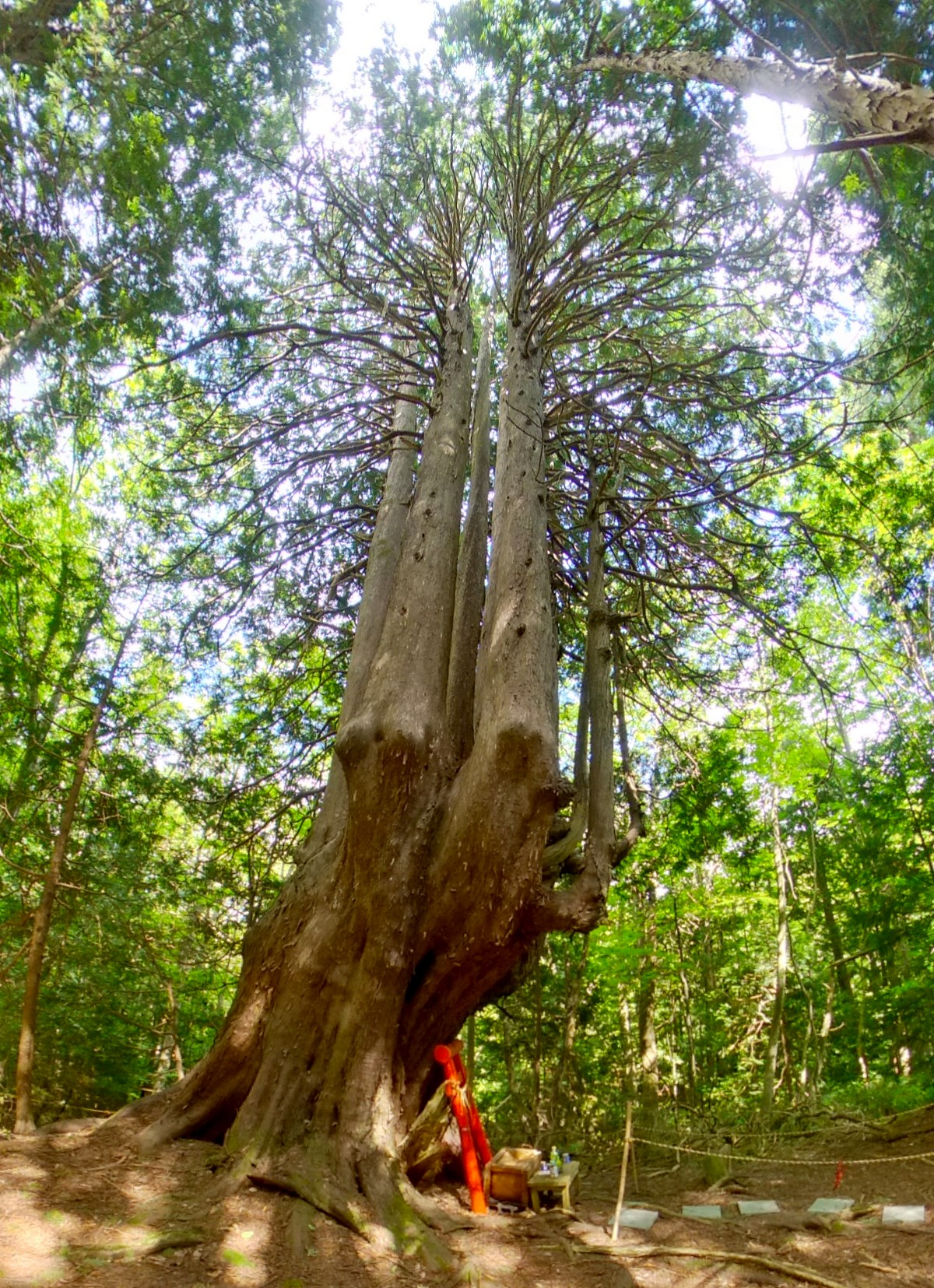
十二本ヤス（2020年6月）横

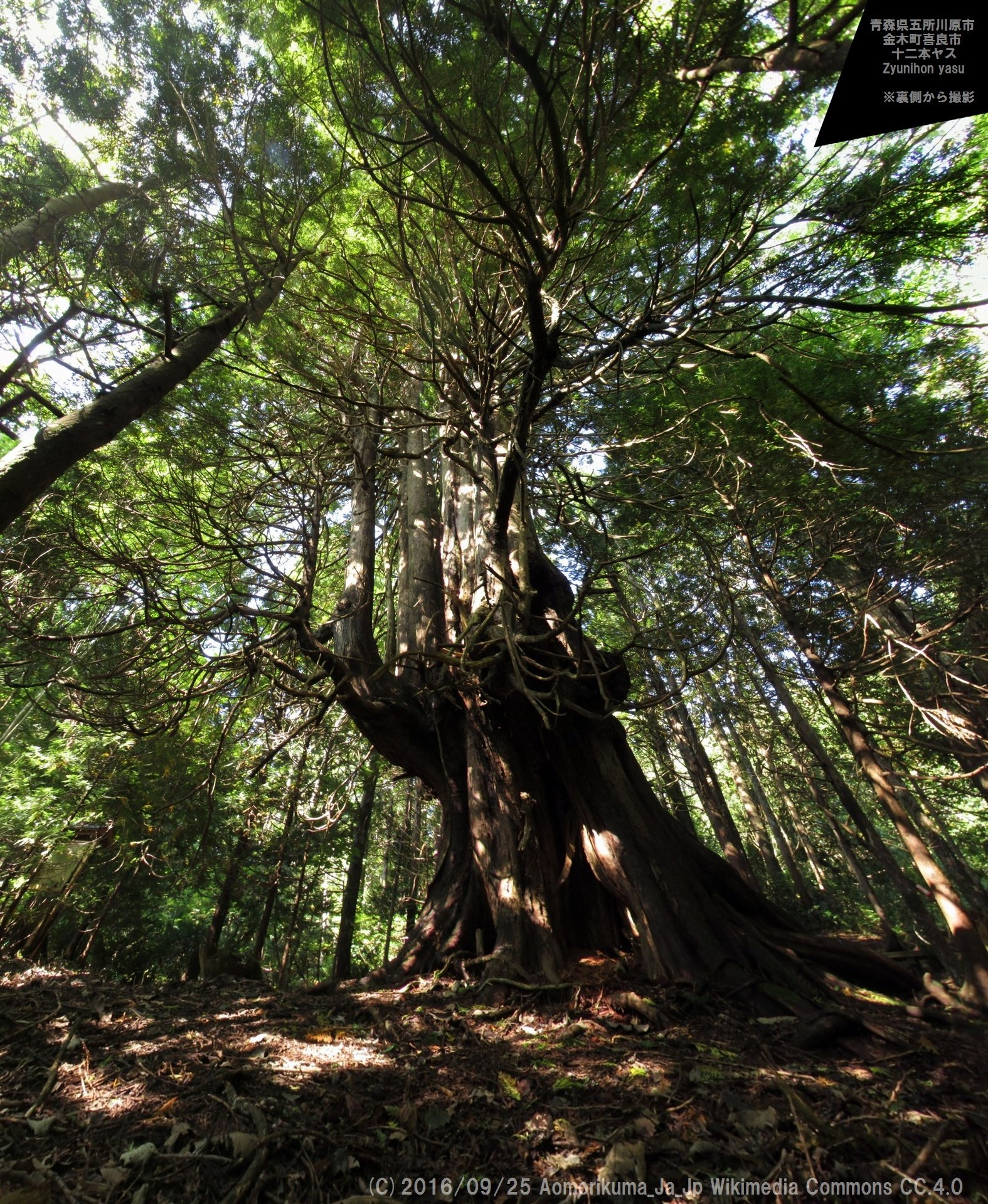
十二本ヤス（2016年9月）裏

十二本ヤス（じゅうにほんヤス）は、青森県五所川原市金木町喜良市に生育するヒノキアスナロ（ヒバ）の巨木である。推定の樹齢は300年から800年までの諸説があり、その特異な樹形から「十二本ヤス」（または「十二本ヤシ」）と呼ばれるようになった。
青森ヒバの中でも代表的な巨木として知られ、旧金木町指定天然記念物から引き続いて五所川原市指定天然記念物となり、「新日本名木100選」にも選ばれている。2003年（平成15年）に国の天然記念物指定へ向けての動きがあったものの、地権者の同意が得られなかったため指定には至っていない。

## 由来
津軽半島に位置する五所川原市金木地区（旧金木町） は、作家太宰治の故郷として知られる。太宰の生家（旧津島家住宅）は、太宰治記念館 「斜陽館」として公開され、2004年（平成16年）国の重要文化財に指定された。斜陽館の前を過ぎ、集落を外れて通称を「弥七郎沢」という沢沿いの林道に入って車で10キロメートルほど進むと、周囲はすべてヒバ林となる。車を降り、左側にある小さな鳥居をくぐって細い道をさらに登ってゆくと、1本のヒバの巨木がそびえ立っている。
この木が十二本ヤスで、地元の人は「十二本ヤシ」（ヤシはヤスの転訛）とも呼ぶ。かつての村名を冠して、「喜良市（きらいち）の十二本ヤス（ヤシ）」と言う場合もある。根元には人の背丈よりも高い鳥居が立てかけられていて、この木が神木として扱われていることがわかる。2008年（平成20年）の五所川原市議会定例会議事録によると、樹齢は約800年、幹回りは約8メートル、樹高は約34メートルを測る。樹齢については他にも300年、450年、500年などの説もある。
この木を特徴づけているのは、その特異な樹形である。地上から約3メートルのところで幹が臼のような形に大きく膨れ上がり、約4メートルのところから太い枝が分岐して一斉に天に伸びていて、その数は12本に及ぶ。木の姿が魚を突く漁具のヤスに似ていることから、「十二本ヤス」と呼ばれるようになった。太い枝の分岐点には、神棚が1つ祀られているのが見える。
十二本ヤスについては、次のような伝承がある。その昔、弥七郎という若者がいた。弥七郎は評判の臆病者で、山に入るたびに怖気づいていたためみんなの笑い者にされ、ついには山に棲む魔物までが彼の名を覚えてしまった。弥七郎はさすがに立腹して、魔物に一泡吹かせてやろうと研ぎ澄ましたマサカリを携えて山に入った。山小屋を出て夜を待ち、夜も更けたころに「弥七郎」、「弥七郎」と呼びかける怪しげな声が聞こえてきた。弥七郎が声のする方へマサカリの一撃を加えたところ、「ギャッ!」という悲鳴が聞こえた。弥七郎が腰かけていた「ヒバ」の切り株からは、魔物が転げ落ちた。翌朝、弥七郎があたりの様子を確かめてみたところ、年老いた白い毛の大猿が血に染まって死んでいた。魔物の正体はこの大猿であった。大猿の祟りを恐れた村人たちは、供養のためにヒバの若木を植えたところ、成長するにつれて異様な姿を見せ始め、新しい枝が出て13本以上になっても、その分古い枝が枯れて12本以上になることがなかった。実際、2012年（平成24年）9月に樹木医の斎藤嘉次雄（NPO法人青森県樹木医会専務理事兼事務局長などを務める）が訪ねてみたところ、幹から分岐した太い枝は14本あったが、そのうち2本は枯れていた。
十二本ヤスの特異な樹形について、元林野庁職員で『巨樹』の著者である八木下弘は「雪かその他の気象の関係で、ある時主幹を失ったが、生命力の強かったこのヒバは幹の周辺から直立の枝をのばして今日に至った」ものと推定している。この地方では「12月12日」が山の神を祀る日とされ、十二本ヤスこそ山の神そのものであると地元の人々に神聖視されている。大正5年か6年頃に、金木営林署がこの木の伐採を試みたところ、人々は恐れをなして誰も切ろうとしなかったため、営林署もついに木の保存を決めたという。
十二本ヤスは代表的なヒバの巨木として、金木町指定天然記念物から引き続いて五所川原市指定天然記念物となった。1990年（平成2年）に開催された「国際花と緑の博覧会」に合わせて企画された「新日本名木100選」では、青森県から「法量のイチョウ」（十和田市）とともに選定されている。
十二本ヤスについては、かつて国の天然記念物指定へ向けての動きがあった。2003年（平成15年）8月に、文化庁文化財部記念物課の調査官が青森県教育庁文化財保護課の職員を伴ってこの木の視察に訪れた。当時の金木町教育長がこの視察に同行したところ、「幹が12本に分かれているヒバの大樹は日本でも類がないので、国の天然記念物として指定したい」という話が出た。国の天然記念物として指定を受けるためには、土地所有者の同意書類に署名と印鑑が必要だったためぜひ交渉してほしいとの依頼を受け、当時の金木町長にその旨を報告した。しかし、交渉の過程で土地の相続がなされていなかったことが判明した上、相続人は7人もいて権利関係などが複雑であったという。1年余りにわたって交渉を続けたものの数名の同意が取れなかったため、国の天然記念物指定の手続きは中断することになった。この木について樹木医の斎藤嘉次雄は樹勢の衰えを指摘し、「一日も早く治療し、保護対策を実施したいものだ」と記している。

## 交通アクセス
所在地
- 青森県五所川原市金木町喜良市字相野山

交通
- 津軽鉄道線金木駅より車で約20分。冬季は雪で林道閉鎖の場合あり[3][16]。